# Lo más natural
Pour plus de détails, voir Fiche technique et Distribution.
Lo más natural est un film espagnol réalisé par Josefina Molina, sorti en 1991.

## Synopsis
Une femme divorcée reprend ses cours de droit et choisit de défendre une écologiste accusant l'entreprise de son ex-mari de corruption.

## Fiche technique
- Titre : Lo más natural
- Réalisation : Josefina Molina
- Scénario : Joaquín Oristrell
- Musique : José Nieto
- Photographie : Jaume Peracaula
- Montage : Carmen Frías
- Production : José Sámano
- Société de production : Sabre TV et Televisión Española
- Pays :  Espagne
- Genre : Drame
- Durée : 93 minutes
- Dates de sortie : 
  -  Espagne : 24 janvier 1991

## Distribution
- Charo López : Clara
- Miguel Bosé : Andrés
- Patrick Bauchau : Pablo
- Viviane Vives : Lucia
- Tito Valverde : Iván
- Rosa Novell : Merche
- Concha Hidalgo : Pilar
- Ayanta Barilli : Bea
- Tito Augusto : Max
- Sonsoles Benedicto : Lali
- José Luis Alexandre : Hincha
- Sara Arrizabalaga : Azafata

## Distinctions
Le film a été nommé pour trois prix Goya et a reçu celui de la meilleure musique.